# District de Lunebourg

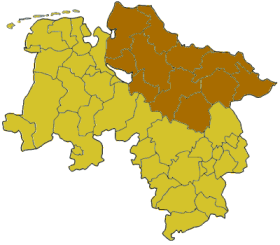
Carte de Basse-Saxe mettant en évidence la région de Lueneburg

Le district de Lunebourg est un district de 1885 à 2004 des États de Prusse (jusqu'en 1946) et de Basse-Saxe.

## Histoire
'histoire du district de Lunebourg remonte à 1885, lorsque l'ancien royaume de Hanovre, devenu prussien en 1866, est divisé en districts sous le nom de province prussienne de Hanovre. Les districts déjà créés dans d'autres provinces prussiennes en 1815/16 servent de modèle. Le district de Lunebourg est formé à partir de la sénéchaussée de Lunebourg (de), qui existe depuis 1823.
Avec la loi national-socialiste du Grand Hambourg de 1937, l'arrondissement perd de loin sa plus grande ville, alors Harbourg-Wilhelmsbourg (de), au profit de Hambourg.
Le 1er mars 1974, le district de Lunebourg est réduit du territoire de l'ancien arrondissement de Burgdorf (de). Celui-ci est dissous, incorporé dans le district de Hanovre (de) et ainsi affecté au gouvernement du district de Hanovre. Le 1er février 1978, le district de Lunebourg est élargi pour inclure le territoire du district de Stade (de) qui a été dissous. L'arrondissement de Gifhorn et la ville de Wolfsburg sont incorporés dans le district de Brunswick (de).
Depuis le 1er janvier 2005, tous les districts de Basse-Saxe sont dissous et leurs autorités, les gouvernements de district, sont dissoutes. À Lunebourg, l'ancien bâtiment du gouvernement du district est rebaptisé "Centre d'autorité Auf der Hude", qui abrite depuis le 1er janvier 2005 16 autorités, dont entre autres l'autorité scolaire de l'État de Basse-Saxe (de), la direction de la police de Lunebourg, l'office régional des rémunérations et des pensions et l'office régional des affaires sociales. En lieu et place de la représentation gouvernementale créée en 2005, des délégués régionaux sont nommés en 2014 pour le territoire de l'ancienne circonscription administrative de Lunebourg dans les limites de 1978 à 2004.

## Maintien du district en tant que région de l'UE
Le district de Lunebourg est classé comme zone de "phasing-out" dans le cadre du programme des fonds structurels de l'Union européenne. La région de Lunebourg est la seule région de l'ouest de l'Allemagne à appartenir à la catégorie de financement la plus élevée de l'UE (région de l'objectif 1), pour laquelle des fonds du Fonds européen de développement régional et du Fonds social européen seront mis à disposition dans la phase de financement des Fonds structurels 2007-2013. À cette fin, le Land de Basse-Saxe reçoit 800 millions d'euros pendant cette période.

## Ancienne division administrative

### Structure administrative après 1885

#### Arrondissements urbains
- Celle
- Harbourg (fusionné avec Harbourg-Wilhelmsbourg en 1927)
- Wilhelmsbourg (de 1925 ville, 1927 fusionnée avec Harbourg-Wilhelmsbourg)
- Harbourg-Wilhelmsbourg (de) (de 1927, 1937 à Hambourg)
- Lunebourg

#### Arrondissements
- Bleckede (de) (fusionné dans le arrondissement de Lunebourg en 1932)
- Burgdorf (de) (fusionné avec l'arrondissement de Hanovre (de) en 1974)
- Celle
- Dannenberg (de) (rebaptisé en 1951 arrondissement de Lüchow-Dannenberg)
- Fallingbostel (de)
- Gifhorn
- Harbourg (de) (fusionné avec l'arrondissement de Winsen pour former le nouveau arrondissement de Harbourg en 1932)
- Isenhagen (de) (fusionné avec l'arrondissement de Gifhorn en 1932)
- Lüchow (de) (fusionné avec l'arrondissement de Dannenberg en 1932)
- Lunebourg
- Soltau
- Uelzen
- Winsen (fusionné avec l'arrondissement d'Harbourg en 1932 pour former le nouveau arrondissement d'Harbourg)
- Verden

### Structure administrative après 1977
Avec la réforme des arrondissements, qui est essentiellement menée en Basse-Saxe de 1972 à 1977, les arrondissements sont fusionnés en unités administratives plus larges et les deux arrondissements urbains sont intégrés aux arrondissements. Certains des arrondissements actuels existent déjà avant la réforme des arrondissements. Cependant, ils ont une forme différente à l'époque. Après l'attribution du district de Stade (de) et le transfert de l'arrondissement de Gifhorn et de la ville de Wolfsburg au district de Brunswick (de) en 1978, le district de Lunebourg comprend onze arrondissements :
- Celle, y compris la grande ville indépendante de Celle
- Cuxhaven, y compris la grande ville indépendante de Cuxhaven
- Harbourg
- Lüchow-Dannenberg
- Lunebourg, y compris la grande ville indépendante de Lunebourg
- Osterholz
- Rotenbourg (Wumme)
- Soltau-Fallingbostel (renommé en 2011 arrondissement de la Lande)
- Stade
- Uelzen
- Verden

## Présidents du district
- 1869-1873 : Jérôme von Schlotheim (de)
- 1873-1885 : Johannes Schrader
- 1885-1886 : Hermann von Borries (de)
- 1886-1890 : Georg Lodemann (de)
- 1890-1899 : Axel von Colmar-Meyenburg
- 1900-1908 : Karl Friedrich von Oertzen
- 1908-1914 : Adolf Heinrichs (de)
- 1914-1917 : Herman von Ziller (de)
- 1917-1922 : Karl Mauve (de)
- 1923-1927 : Hans Kruger (de)
- 1927-1928 : Hermann Lüdemann (de)
- 1928-1932 : Christian Herbst (de)
- 1932-1934 : Franz Hermann Reschke (de)
- 1934-1944 : Kurt Matthaei (de)
- 1944-1945 : Fritz Hermann (de)
- 1946-1950 : Walter Harm (de)
- 1950-1954 : Helmuth Andreas Koch (de)
- 1954-1962 : Erich Krause
- 1962-1970 : Fritz Kastner
- 1971-1976 : Hans-Rainer Frede (de)
- 1976-1981 : Rolf Wandhoff (de)
- 1981-1990 : Klaus Becker
- 1990-1993 : Manfred Imgart
- 1993-1994 : Birgit Pollman
- 1994-2002 : Ulrike Wolff-Gebhardt
- 2002-2003 : Birgit Hone
- 2003-2004 : Bernd Hufenreuther
- le 31 décembre 2004, l'instance des gouvernements de district de Basse-Saxe est dissoute.